# Mathildellidae
Mathildellidae is een familie van krabben, behorende tot de superfamilie Goneplacoidea.

## Systematiek
In deze familie worden volgende genera onderscheiden: 
- Beuroisia Guinot & Richer de Forges, 1981
- Intesius Guinot & Richer de Forges, 1981
- Mathildella Guinot & Richer de Forges, 1981
- Neopilumnoplax Serène, 1969
- Platypilumnus Alcock, 1894

### Uitgestorven
- Branchioplax  †  Rathbun, 1916
- Coeloma  †  A. Milne-Edwards, 1865
- Tehuacana  †  Stenzel, 1944